# Tauschia parishii
Tauschia parishii är en flockblommig växtart som först beskrevs av John Merle Coulter och Joseph Nelson Rose, och fick sitt nu gällande namn av James Francis Macbride. Tauschia parishii ingår i släktet Tauschia och familjen flockblommiga växter. Inga underarter finns listade i Catalogue of Life.